# La Concepción (Nicarágua)
La Concepción é um município da Nicarágua, situado no departamento de Masaya. Tem 66 km² de área e sua população em 2020 foi estimada em 43.057 habitantes.